# Ihlamur-paviljoen

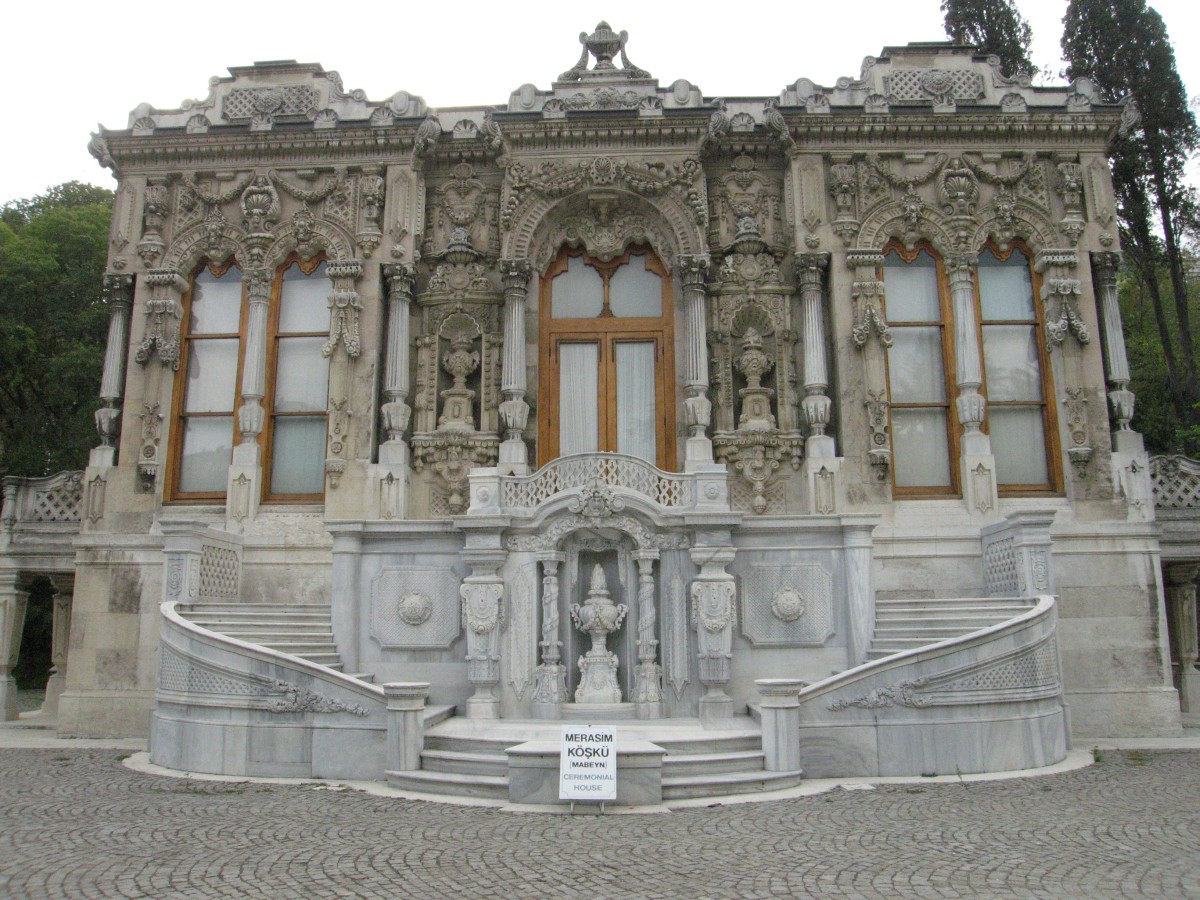
Ihlamur-paviljoen

Het Ihlamur-paviljoen (Turks:Ihlamur Kasrı) is een voormalige keizerlijke Osmaanse paviljoen gevestigd in Istanboel, Turkije. Het werd gebouwd onder het bewind van Sultan Abdülmecit (1839-1860). Tegenwoordig is het onder het beheer van het Turkse Ministerie van Nationale paleizen.